# Ана де ла Регера
Ана де ла Регера (ісп. вимова: [ˈana ðe la reˈɣeɾa]; народилася 8 квітня 1977) — мексиканська актриса. Вона знімалася в теленовелах, фільмах, телесеріалах HBO На дні і Каппадокія, телесеріалі Amazon Голіаф і комедії Суперначо 2006 року.

## Раннє життя
Регера народилася у Веракрусі, Мексика. Її мати, Нена де ла Регера, була міс Веракрус, яка стала журналістом і телеведучим. Регуера почав відвідувати класи класичного балету, а пізніше почав вивчати виконавське мистецтво в Instituto Veracruzano de la Cultura. Вона залишила Веракрус, щоб навчатися в Televisa CEA, а пізніше навчалася в Хуана Карлоса Корацца в Іспанії, а потім у Лос-Анджелесі з Аароном Спайсером, Лізою Робертсон і Джоан Шекель.

## Акторська кар'єра
Акторська кар'єра Регери почалася з її ролі в теленовелі Azul (1996), за якою послідувала Pueblo chico, infierno grande (1997) з Веронікою Кастро, за яку вона отримала нагороду Heraldo за найкращу жіночу роль, і Desencuentro, яка стала її третьою теленовелою під назвою режисер Ернесто Алонсо.
Теленовела «Спокуси» (1998) ознаменувала її початок у виробничій компанії Argos Comunicación. Їй одразу ж запропонували роль у фільмах Tentaciones і Todo por amor, за які вона отримала нагороду Золоті долоні.
Cara o Cruz була першою теленовелою, яка була створена спільно Argos Comunicación і Telemundo. Регера зіграла Марію Саломею у теленовелі «Гітанас».

## Фільмографія
| рік      | Назва                        | Роль                | Примітки      |
| -------- | ---------------------------- | ------------------- | ------------- |
| 2000 рік | Por la libre                 | Марія               |               |
| 2002 рік | Таємниця надії               | Леті                |               |
| 2003 рік | Жіночий вечір                | Ана                 |               |
| 2006 рік | Ель Како                     |                     |               |
| 2006 рік | Суперначо                    | Сестра Енкарнасьйон |               |
| 2006 рік | Так щоб з прірви             | Лусія               |               |
| 2007 рік | Султанес-дель-Сур            | Моніка Сільварі     |               |
| 2008 рік | Райська подорож              | Мілагрос            |               |
| 2009 рік | Емпайр Стейт                 | Еллен Кокрейн       |               |
| 2009 рік | Задній двір                  | Бланка              |               |
| 2010 рік | Парочка копів                | Габріела            |               |
| 2010 рік | Ді Ді Голлівуд               | Рита Марлоу         |               |
| 2010 рік | Ідальго: Нерозказана історія | Мігель Ідальго      |               |
| 2011 рік | Ковбої проти прибульців      | Марія               |               |
| 2014 рік | Джезабель                    | Розаура             |               |
| 2014 рік | Книга Життя                  | Кармен Санчес       | Голос         |
| 2015 рік | Лас-Апарісіо                 | Алма                |               |
| 2017 рік | Весь цей світ                | Карла               |               |
| 2018 рік | Зіткнення                    | Йоана               |               |
| 2021 рік | Армія мерців                 | Марія Круз          |               |
| 2021 рік | Судна ніч назавжди           | Адела               |               |
| 2021 рік | Король всього світу          | Сара                |               |
| 2022 рік | Армія злодіїв                | Марія Круз          | Не зазначений |
| 2023 рік | Ура Мексика!                 | Марі                |               |

## Телебачення
| рік            | Назва                               | Роль                            | Примітки                            |
| -------------- | ----------------------------------- | ------------------------------- | ----------------------------------- |
| 1996 рік       | Азул                                | Сесілія                         |                                     |
| 1997 рік       | Маленьке місто, велике пекло        | Прісцила                        |                                     |
| 1997–1998 роки | Незгода                             | Беатріс                         |                                     |
| 1998 рік       | Спокуси                             | Фернанда Сеговія                |                                     |
| 2000–2001 роки | Все для кохання                     | Лусія                           |                                     |
| 2001 рік       | Кара о круз                         | Маріана Медіна / Аїда           |                                     |
| 2002 рік       | Для васí                            | Марія Альдана / Ізабель Міранда |                                     |
| 2003 рік       | Як Педро для свого будинку          | Астрід                          |                                     |
| 2003 рік       | Лучіана і Ніколас                   | Лучіана                         |                                     |
| 2004 рік       | Гітанас                             | Марія Саломе                    |                                     |
| 2008–2012 роки | Кападокія                           | Лорена Герра                    |                                     |
| 2009 рік       | Емпайр Стейт                        | Еллен Кокрейн                   | Пілотний епізод                     |
| 2010 рік       | На схід і вниз                      | Віда                            |                                     |
| 2010 рік       | Дорогий доктор                      | Кармен                          |                                     |
| 2014 рік       | Управління гнівом                   | Ліві                            |                                     |
| 2015 рік       | Чорний список                       | Ванесса Круз                    | Епізод 2.18, «Ванесса Круз (№ 117)» |
| 2015 рік       | Нарко                               | Еліза Альваро                   |                                     |
| 2016 рік       | П'яна історія: Розмитий бік історії | Амада Діас                      |                                     |
| 2016 рік       | Незаймана Джейн                     | Паола                           |                                     |
| 2016 рік       | Від заходу до світанку: серіал      | Венганца Вордуго                |                                     |
| 2017–2019 роки | Влада у нічному місті               | Алісія Хіменес                  |                                     |
| 2017 рік       | Твін Пікс                           | Наталі                          |                                     |
| 2018–2021 роки | Голіаф                              | Марісоль Сільва                 |                                     |
| 2020 рік       | Ана                                 | Ана                             |                                     |
| TBA            | Армія мертвих: Втрачений Вегас      | Марія Круз                      |                                     |